# Vũ Thị Lưu Mai
Vũ Thị Lưu Mai (sinh ngày 22 tháng 8 năm 1972) là một nữ chính trị gia người Việt Nam. Bà hiện là đại biểu quốc hội Việt Nam khóa XIV nhiệm kì 2016-2021, thuộc đoàn đại biểu quốc hội thành phố Hà Nội, Ủy viên Thường trực Ủy ban Tài chính, Ngân sách của Quốc hội. Bà đã trúng cử đại biểu quốc hội lần đầu năm 2016 ở đơn vị bầu cử số 9, thành phố Hà Nội (gồm Đông Anh, Long Biên) với tỉ lệ 75,10% số phiếu hợp lệ. Bà hiện là Phó Chủ tịch Nhóm Nghị sĩ hữu nghị Việt Nam -Séc.

## Xuất thân
Vũ Thị Lưu Mai sinh ngày 22 tháng 8 năm 1972 quê quán ở xã Gia Khánh, huyện Gia Lộc, tỉnh Hải Dương.
Bà hiện cư trú ở Số 115, ngách 50, ngõ 310, đường Nghi Tàm, phường Tứ Liên, quận Tây Hồ, thành phố Hà Nội.

## Giáo dục
- Giáo dục phổ thông: 12/12
- Đại học Luật chuyên ngành Kinh tế
- Thạc sĩ Luật chuyên ngành Kinh tế
- Cao cấp lí luận chính trị

## Sự nghiệp
Bà gia nhập Đảng Cộng sản Việt Nam vào ngày 3/12/2004.
Bà hiện là Ủy viên Thường trực Ủy ban Tài chính, Ngân sách của Quốc hội, Phó Chủ tịch Nhóm Nghị sĩ hữu nghị Việt Nam -Séc.
Trước khi là đại biểu quốc hội khóa XIV, bà là Ủy viên Ban Thư ký của Quốc hội, Phó bí thư Chi bộ, Vụ trưởng Vụ Tài chính – Ngân sách, Văn phòng Quốc hội.
Bà đang làm việc ở Ủy ban Tài chính-Ngân sách của Quốc hội.
Đại biểu chuyên trách: Trung ương
Đại biểu Hội đồng nhân dân: Không